# Дневник будућности
Дневник будућности (транслит.) јапанска је манга коју је написао и илустровао Сакае Есуно. Серијализација манге је трајала од јануара 2006. до децембра 2010. године. У Јапану је издато дванаест танкобона, а од октобра 2011. до априла 2012. снимала се и аниме серија. 

## Радња
Главни лик је Јукитеру Амано,14-годишњи усамљеник и скроман дечко из града Сакурами који свакодневно бележи све догађаје на свом мобилном телефону. Вршњаци у школи сматрају га чудним, тако да су му једини пријатељи Деус екс Махина, бог простора и времена, и његова асистенткиња Муру Муру. Након што се сретне с Јукитеруом, Деус трансформише Јукитеруов мобилни у дневник будућности, који је у стању да предвиди будућност до 90 дана. Касније тог дана, Јукитеру користи дневник да добије добру оцену на тесту и да избегне опасност. Међутим, након што уради тест, примети да је популарна ученица, Јуно Гасај, од пластелина направила фигуру Муру Муру. Она улази у учионицу и покушава да га убеди да може да му помогне да избегне смрт коју је гарантовао дневник. Након напетог тренутка на врху зграде, Јуки користи пикадо стрелицу да би пробушио телефон серијског убице, који потом нестаје. 
Тек након што се поново сретне са Деусом, Јуки схвата да су он и једанаест осталих особа (међу којима је и Јуно) део игре преживљавања коју одржава Деус: циљ је елиминисати водитеље других дневника. Победник ће наследити Деуса и моћи да спречи апокалипсу. Јуки такође схвата да ће остали водитељи покушати да га елиминишу што пре јер је без оклевања елиминисао убицу. Јуно се заклиње да ће га заштитити.
Један дан касније, школу напада терориста Минена Урју, девети водилац дневника. У помоћ Јукитеруу и Јуно притиче полицијски официр Кејго Курусу, четврти водилац дневника. У току напете јурњаве преко минског поља, Јукитеру успева да убоде Миненино лево око стрелицом за пикадо и она се повлачи. Касније, док се Јукитеру и Јуно одмарају у луна парку, Минену одводи човек који ће се касније представити као Јомоцу Хирасака, слепи праведник и дванаести водилац дневника. Он ју је наводно исцелио; у ствари ју је дрогирао и ископао већ оштећено лево око, тражећи више информација о осталим водиоцима. На крају дана, Јукитеру одлази код Јуне и, у потрази за купатилом, наилази на просторију у којој се налазе три леша.
Недуго затим, Цубаки Касугано, свештеница култа Омеката и шести водилац дневника, тражи помоћ од Јукитеруа да избегне свој DEAD END, притом покушавајући да га убеди да је Јуно опасна особа. У међувремену, Јомоцу хипнотише неке од чланова култа како би били њему слични. Јуно, знајући да је прави Јомоцу слеп, успева да разазна ко је. Цубаки потом открива да је била жртва силовања и да планира да убије све водиоце дневника.
Желећи да види како ће Јуно реаговати, Цубаки провокативно љуби Јукитеруа и онда проверава свој дневник, мислећи да јој је смрт избрисана. Међутим, није. Јуно, која је полудела, напада Цубаки и одсеца јој шаку, даје Јукитеруу свој дневник и наређује му да бежи. Он се сакрива испод пода, а у међувремену Цубаки наређује члановима култа да силују Јуно како би натерала Јукитеруа да изађе. Јукитеру спашава Јуно и уништава Цубакин дневник.
Касније, Јукитеруова мајка, Реа, привремено усваја дете под именом Рејсуке Хоџо, који је изгубио родитеље у инциденту који се десио у храму Омеката. Међутим, то дете је пети водилац дневника и, упркос томе што има само пет година, јако је вешт и три пута у истом дану покушава да убије или Јукитеруа или Јуно. Следећег дана, Рејсуке је одиграо трик да поштом стигне дневник, али се испоставља да друга страна пакета садржи отрован гас који се раширио по кући. Јуно, уз Јукитеруову помоћ, успева да стигне до Рејсукеа и да га убије, после чега са њим падне у несвест. Минена им убризгава противотров. 
Јукитеру добија нове пријатеље, што се Јуни не свиђа. Уз интервенцију мистериозног лукавог дечака по имену Ару Акисе, долази до обрачуна за Јукитеруов живот при чему Јуно скоро па убије његову пријатељицу Хинату. Касније, Курусу убија десетог водиоца дневника, Карјуда Цукишиму, Хинатиног оца; онда тражи да Јуно и Јукитеру оду у полицијску станицу, откривајући да их је издао јер је сазнао да му син умире од срчане болести. Касније, њих двоје беже у болницу и уз Миненину помоћ покушавају да избегну Курусуове полицајце. Касније, Курусу прети да ће убити Јуно када је ухвати, а Јукитеру, који има пиштољ код себе, успева да повреди Курусуа. Потом стижу Минена и детектив Нишиџима, који потврђују да је Курусуов дневник бескористан зато што је починио убиство. Он уништава свој дневник, елиминишући се. Касније, Ару са Нишиџимом истражује откривене лешеве и утврђује да ДНК у трећем лешу припада Јуно Гасај, услед чега се њен идентитет доводи у питање.
Камадо Уешита, власница сиротишта у Сакурамију и осми водилац дневника, сарађује са паром који су седми водиоци дневника: Марко Икусаба и Аи Миками. У току великог обрачуна у кући Јукитеруовог пријатеља Косаке, побеђују Марко и Аи, после чега су Јукитеру и Јуно завршавају у болници. Седмице покушавају да их убију. Одвлаче их у Сакурами торањ, где Јукитеруов отац, Куроу, уништава копију његовог дневника; праве дневнике је сакрила Аи. Јуно успева да врати дневнике после чега Куроу бежи и нехотице убије Реу, која му је била бивша жена. Касније цео торањ почиње да се распада, у чијој експлозији заједно умиру Марко и Аи. 
Камадо налази савезнике, дајући им такозване шегртске дневнике којима они могу да јој притекну у помоћ. Дневнике добију Косака, Хината и њена другарица Мао, као и многи сирочићи из њеног сиротишта. Јуно и Јукитеру покушавају да се фокусирају на Џона Бахуса, једанаестог водиоца дневника и градоначелника Сакурамија. Међутим, он им бежи и, у завери, Јукитеру и Јуно одлазе да убију Камадине савезнике. Потом, Минена, Нишиџима, Јукитеру и Јуно иду у зграду у којој се изоловао Бахус, окружен обезбеђењем — Миненина десна рука је разнета у мини-експлозији, а Нишиџима гине покушавајући да је заштити од Бахусовог обезбеђења. Јуно покушава да убије Камадо, али је спречава Ару. Касније, Минена и Јукитеру схватају да се Бахус сакрио у сефу који припада Јуноиним родитељима, што значи да је ПИН за сеф Јуноина генетска конфигурација у њеним очима. Минена, схвативши како јој је живот био тежак још од смрти својих родитеља, жртвује се како би разнела сеф, мада неуспешно. Јуно затим проваљује у сеф и убије Бахуса. 
Остаје осам дана до краја света и нешто мора да се предузме. Ару, тражећи одговоре, среће се са Деусом и схвата да је он вештачко биће које надгледа игру. Уз помоћ Косаке, Хинате, Мао и Камадо, Ару успева да преживи дезинтеграцију и сам постане водилац дневника будућности и званично улази у игру да види шта је следећи потез. Јукитеру напредује ка Камадо и својим пријатељима, док Јуно неуспешно покушава да убије Аруа. Мада, она има план да забоде саму себе како би убедила Јукитеруа да су га сви издали. Пошто Јукитеруов дневник никада не говори шта ће се њему десити, он верује Јуноиним речима и убија своје пријатеље, а Јуно касније убија и Камадо. Ару стиже и покушава да убеди Јукитеруа да ће га Јуно евентуално убити. Полудела девојка покушава да га отера, али Ару онда љуби Јукитеруа, од чега она још више луди. Следи борба, и Ару наводно уништава Јуноин дневник док му она сече гркљан, али је и даље жив. Повезавши чињенице да је дневник заиста затреперео када се уништио, да је показао надимак „Амано” уместо „Јуки” и да је трећи леш идентификован као Јуно, он схвати истину. Ару, пошто не може да говори због оштећеног врата, Јукитеруу показује текст у дневнику пре него што га Јуно убија. 
Док се апокалипса ближи, Јукитеру и Јуно утврђују своју везу и имају први сексуални однос, који је био предвиђени HAPPY END на почетку серије. Међутим, он излаже Аруову идеју питајући је зашто је лагала о оживљавању мртвих, на шта га је она скоро убила. Муру Муру, прави вођа игре, прихвата Аруову теорију. Зашто? Игра преживљавања се већ десила — Јукитеру и Јуно су тада остали последњи и одлучили да почине љубавничко самоубиство, које је она лажирала да би га оживела. Међутим, тада је схватила да бог времена и простора није у стању да оживи мртвог. Зато је она са Муру Муру извела скок назад у време, створивши други свет у коме је она убила алтернативну себе, што објашњава трећи леш.
Јуно и Муру Муру се опет враћају време, стварајући трећи свет. Како би спречили да се све ово понови Јукитеру и Минени, коју је спасио Деус, покушавају да их зауставе. Јуно покушава да нађе и убије трећу себе али је у томе спречава Јукитеру. Минена се бори са Муру Муру, којој помаже Јуно, покидавши јој наруквице које су ограничавале моћ. У међувремену, Јуно је заробила Јукитеруа у свету у коме она не постоји да би убила трећу себе. Међутим, Јукитеру успева да се избави и да спречи Јуно. Он од ње тражи да је убије. Она, против његове жеље, забоде саму себе, признајући да не може да га убије ни да хоће. Као последњу жељу, њих двоје се пољубе, док она прошапута последње речи: „сад си још бољи у љубљењу, Јуки” и права Јуно Гасај умире — DEAD END. Муру Муру другог света, која се ослободила, враћа Јукитеруа у други свет. После тога, Муру Муру првог света ухвати Јуноина сећања, али је зароби Муру Муру трећег света.
Јуно трећег света осети осећања према Јукитеруу и јако је збуњена јер не зна ко је тачно у питању иако има јак осећај. Муру Муру трећег света чуди се на оно што је предложио умирући Деус, а то је да упозна Муру Муру првог света. Због чега? Ако се покаже да је Јуноина љубав према њему што је натерало оригиналну да направи два скока назад у време да буде с њим, изгледа да може доћи до коначног решења. Муру Муру првог света даје Јуно сећања која је ухватила.
Десет хиљада година касније, жалостан Јукитеру ништа није учинио својим моћима, сматрајући да је свет без Јуно сасвим безначајан. Међутим, Јуно трећег света разбија међудимензионалне зидове, која поседује уљудност меморија првог света искупљене Муру Муру. Јукитеру и Јуно се уједињују као богови другог света и вечни љубавници.